# Beacon Pictures
Beacon Pictures (również Beacon Communications, LLC) – amerykańska niezależna firma produkcyjna założona w 1990 roku przez Armyana Bernsteina, który jest także przewodniczącym Beacon. Wytwórnia często współpracuje z Walt Disney Studios Motion Pictures, Universal Pictures i Sony Pictures Entertainment.
W październiku 1994 roku została przejęta przez przedsiębiorstwo telekomunikacyjne COMSAT.